# Liste der Monuments historiques in Zuytpeene
Die Liste der Monuments historiques in Zuytpeene führt die Monuments historiques in der französischen Gemeinde Zuytpeene auf.

## Liste der Bauwerke
| Bezeichnung | Beschreibung | Standort                 | Kennzeichnung | Schutzstatus | Datum | Bild |
| ----------- | ------------ | ------------------------ | ------------- | ------------ | ----- | ---- |
| Motte       |              | Blauw Cappel Veld (Lage) | PA00107898    | Inscrit      | 1978  |      |
| Motte       |              | Casteel Veld (Lage)      | PA00107899    | Inscrit      | 1978  |      |

## Liste der Objekte
- Monuments historiques (Objekte) in Zuytpeene in der Base Palissy des französischen Kultusministeriums